# 内山松世
内山 松世（うちやま まつよ、1864年3月21日（元治元年2月14日） - 1945年（昭和20年）4月27日）は、日本の政治家、衆議院議員（2期）。

## 経歴
富山県出身。慶応義塾で学ぶ。農業を営み、婦負郡会議員、婦負郡農会副会頭、富山県農工銀行頭取、富山銀行取締役、日本勧業銀行地方顧問となる。
1898年3月の第5回衆議院議員総選挙において富山1区から進歩党公認で立候補して初当選する。同年8月の第6回衆議院議員総選挙では憲政本党公認で立候補して再選する。衆議院議員を2期務め、1902年の第7回衆議院議員総選挙は不出馬。1945年に死去した。